# Школьников, Виктор Сергеевич
Виктор Сергеевич Школьников — советский инженер, специалист в области радиолокации, лауреат Сталинской премии (1952).
Даты жизни не выяснены — известно, что скоропостижно умер в сравнительно молодом возрасте (вероятно — в 1964 г. или чуть позже).
С 1943 г. работал в НИИ, которое в разное время называлось ВНИИ-108 НКЭП, ВНИИ по радиолокации НКЭП, НИИ-108 МЭП, МПСС, ЦНИИ-108 МВ, МО, ГКРЭ, п/я 2312, Центральный научно-исследовательский радиотехнический институт (ЦНИРТИ) МРП, ФГУП «ЦНИРТИ им. академика А. И. Берга». Начинал в Лаборатории распространения радиоволн № 2, последние должности — начальник отдела, с 1959 г. начальник сектора № 3.
Институт находился в ведении:
- Наркомата — Министерства электропромышленности СССР (1943—1946);
- Министерства промышленности средств связи СССР (1946);
- Комитета радиолокации при Совете Министров СССР (1946—1949);
- Министерства вооруженных сил СССР (1949—1953);
- Министерства обороны СССР (1953—1959);
- Госкомитета Совета Министров СССР по радиоэлектронике (1959—1963);
- Госкомитета по радиоэлектронике при ВСНХ СССР (1963—1965);
- Министерства радиопромышленности СССР (1965—1991).

С 1961 года вёл тему «Кактус» (разработка «чехла» из радиопоглощающего материала для боеголовки ракеты, снижающего ЭПР в направлении нормали к ГЧ примерно в 10 раз). После смерти Школьникова работу продолжил Алексей Владимирович Данилов.
Кандидат технических наук.
Сталинская премия 1952 года, официальная формулировка — за исследования в области техники.